# Арена Филипини
Арена Филипини (енгл. Philippine Arena) је вишенаменска затворена арена у Бокауеју, Буканалу. Филипини. Арена Филипини је највећа светска затворена арена.
То је вишенаменска затворена арена са максималним капацитетом од 55.000 седишта у Сјудад де Викторији, туристичкој зони од 140 хектара у општинама Бокауе и Санта Марија, Булакан, на Филипинима, око 30 километара северно од Маниле. То је једно од централних делова многих догађаја за обележавање стогодишњице Иглесија ни Кристо (ИНК) које је обележено 27. јула 2014. године. Правни власник арене је ИНК-ова образовна институција, Њу Ера Јуниверсити. Арена је званично призната у Гинисовој књизи рекорда као највећа затворена дворана мешовите намене на свету 27. јула 2014. године.
На промотивним материјалима међународних догађаја се понекад оглашава да се налази у Манили, јер се налази у подручју Велике Маниле.

## Историја

### Изградња
Јужнокорејска фирма Ханвха инж. и констракшн је 2011. године добила уговор за управљање изградњом Арене Филипини. Ханвха је надмашио понуде филипинске фирме, ЕЕИ Корпорејшн, и добио уговор о изградњи арене 17. августа 2011. године.  Ханвха је објавила да је завршила изградњу затворене арене 30. маја 2014. године. Место је званично отворено два месеца касније.

### Отварање објекта
Арена Филипини, заједно са спортским комплексом Сјудад де Викторија, званично је отворен 21. јула 2014. године. Тадашњи председник Филипина Бенигно Акино III и извршни министар Цркве Христа, Едуардо Манало, су имали привилегију да отворе спортски објекат на пригодној свечаности.

### Употреба
У арени Филипини, не само да одржавају велике црквени скупови Иглесије ни Кристо, већ она функционише и као вишенаменско спортско и концертно место, способно да одржи низ догађаја почевши од бокса и кошарке до музичких наступа уживо, али нема фудбалских или теренских догађаја због своје ограничене величине. Постоји јасна „линија погледа“ за свако седиште са сваког нивоа, чак и за различите конфигурације арене као што су црквене церемоније, бокс, тенис, концерти или гимнастика у затвореном. Иглесиа ни Кристо дозвољава станарима који нису из Иглесије да користе арену. Црква задржава право да забрани активности за које сматра да крше њена верска начела, укључујући догађаје везане за коцкање и борбе петлова. 

## Рекордне посете
| Категорија      | Догађај                                                                             | Посета | Датум              | Ref.   |
| --------------- | ----------------------------------------------------------------------------------- | ------ | ------------------ | ------ |
| Рекорд          | Ит Букага, ТВ концерт                                                               | 55.000 | 24. октобар 2015.  | [ 17 ] |
| Музички концерт | Севентин Светска тура                                                               | 39.480 | 17. децембар 2022. | [ 18 ] |
| Кошарка         | Барангај Гинебра Сан Мигел и Беј ерија драгонси Финале ФБА купа 2022/23. утакмица 7 | 54.589 | 15. јануар 2023.   | [ 19 ] |